# Plan Allona

Podział terytorium Zachodniego Brzegu wg Planu Allona

Plan Allona (hebr. תוכנית אלון, tochnit Allon) – propozycja rozwiązania problemu zajętych przez Izrael w trakcie wojny sześciodniowej (1967) terenów Zachodniego Brzegu, Strefy Gazy, Wzgórz Golan i Synaju, opracowana i ogłoszona przez ówczesnego ministra pracy Jigala Allona w 1967 roku. Plan ten nie został nigdy oficjalnie przyjęty przez izraelskie rządy, ale w praktyce polityka osadnicza państwa opierała się na jego założeniach.

## Tło
Podczas wojny sześciodniowej Izrael przejął zbrojnie następujące terytoria: od Egiptu Strefę Gazy i Synaj, od Jordanii Zachodni Brzeg, a od Syrii Wzgórza Golan. Uchwalona przez Radę Bezpieczeństwa ONZ Rezolucja nr 242 wezwała Izrael do wycofania się z obszarów zajętych podczas konfliktu, aby umożliwić zawarcie trwałego i sprawiedliwego pokoju w regionie. Społeczność międzynarodowa uznała jednocześnie za niedopuszczalne, żeby w wyniku konfliktu zbrojnego zagarniać nowe terytorium. Wszystkie państwa, w tym Izrael i państwa arabskie, podpisały rezolucję, jednak różniły się co do jej interpretacji, ponieważ jej tłumaczenia na różne języki stwarzały możliwość odmiennej ich interpretacji.
Zdobycze terytorialne doprowadziły do podzielenia się izraelskiej sceny politycznej na dwa obozy: gołębi i jastrzębi. Ci pierwsi optowali za opcją pokoju za ziemię, czyli Izrael zwróciłby poszczególnym państwom arabskim zdobyte obszary w zamian za traktaty pokojowe. Natomiast obóz jastrzębi opowiadał się za zatrzymaniem zdobytych ziem. Jednak we wrześniu 1967 roku w Chartumie miała miejsce konferencja, na której w imię panarabskiej solidarności przywódcy państw arabskich przyjęli rezolucję chartumską, w myśl której zobowiązali się do nieuznawania Izraela jako państwa, niepodpisywania z nim porozumień pokojowych oraz nieprowadzenia z Izraelem żadnych negocjacji. Stanowisko to sprawiało, że obóz jastrzębi umacniał się w Izraelu, a rząd stawał się mniej skłonny do jakichkolwiek ustępstw i negocjacji.
Nowym problemem, który wynikał z trzykrotnego powiększenia swojego terytorium przez Izrael, byli Palestyńczycy. Zwiększenie się ich liczby w kraju doprowadziło do pojawienia się wśród izraelskich elit politycznych przekonania, iż Palestyńczycy staną się zagrożeniem demograficznym dla państwa żydowskiego. Z tego powodu nie chciano przyznawać społeczności palestyńskiej izraelskiego obywatelstwa, pojawił się pomysł, aby za Palestyńczyków odpowiadała Jordania lub by władze miały ich zachęcić do emigracji.

## Plan Allona

### Powstanie

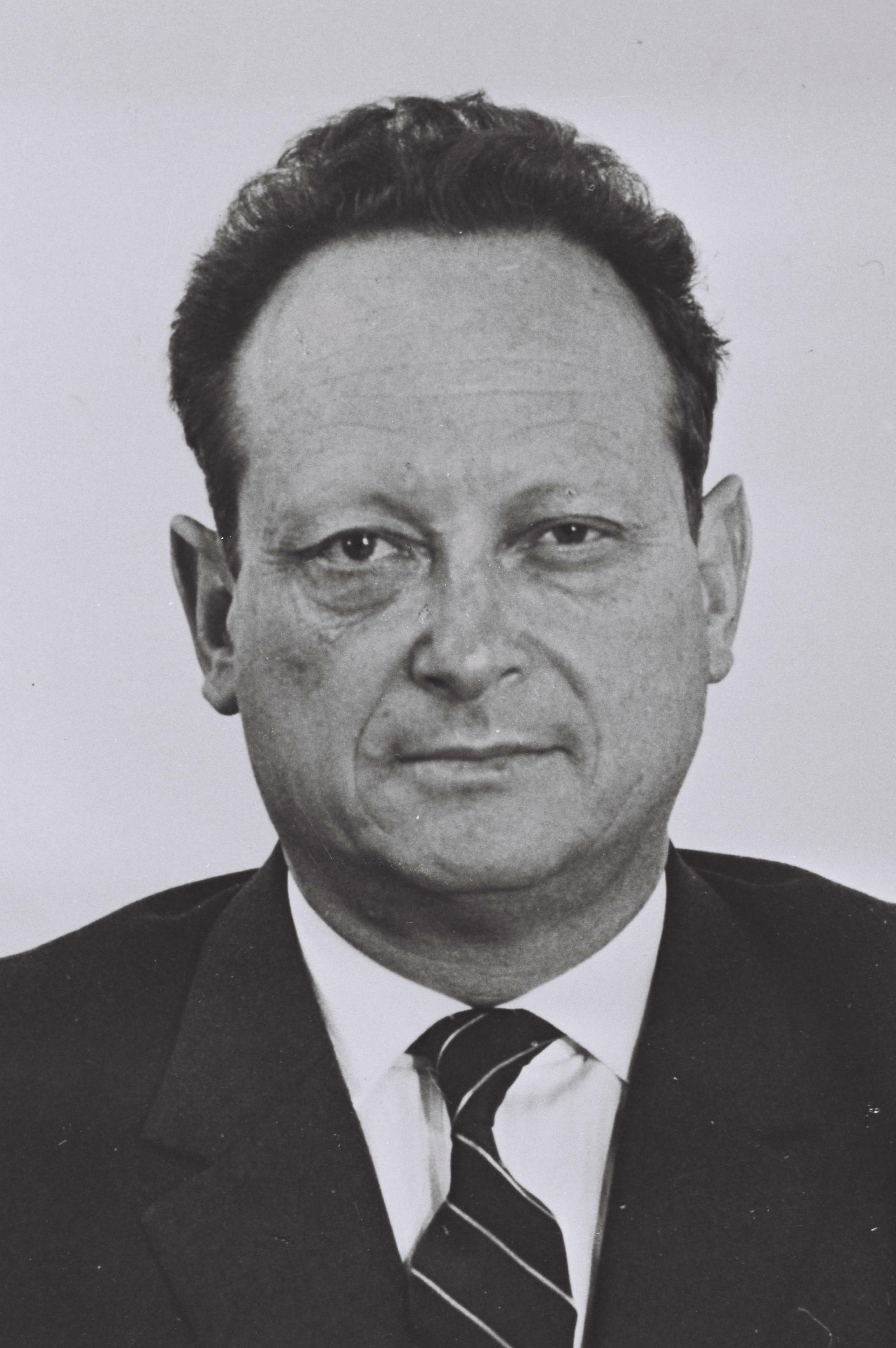
Jigal Allon (1969)

Jigal Allon był członkiem Achdut ha-Awoda, partii będącej elementem składowym Koalicji Pracy (hebr. Ma’arach). Na czele Achdut ha-Awoda stał Jicchak Tabenkin, socjalista, który zajmował maksymalistyczne stanowisko w sprawie granic państwa. Według niego konflikt arabsko-izraelski był wynikiem tego, iż Arabowie nie wyzwolili się z feudalizmu i tym samym nie posiadali klasy robotniczej, która mogłaby nawiązać dialog z Żydami. Twierdził, że plany pokojowe nie zmniejszą wrogości Arabów wobec Izraela, a wszystkie nowo zdobyte terytoria powinny zostać zasiedlone przez Izrael. Podobne poglądy podzielał Allon. Uważał, że zwycięstwo w wojnie nie zagwarantowało dominacji Izraela w regionie. Nalegał, aby rząd skupił się na zabezpieczeniu granic i rozbudowie silnej armii. Wprowadził do izraelskiego dyskursu politycznego pojęcie „bezpiecznych granic”, czyli takich, które dadzą Izraelowi przewagę geopolityczną i stworzą głębię strategiczną dla ewentualnej obrony państwa. Już w czerwcu 1967 roku zaznaczył, że Zachodni Brzeg pełni kluczową rolę dla krajowego bezpieczeństwa .
Podczas tworzenia propozycji dla rozwiązania kwestii zajętych terytoriów kierował się trzema czynnikami. Po pierwsze, Izrael musiał podjąć jakąś decyzję dotyczącą przyszłości zajmowanych obszarów. Po drugie, państwo musi zapewnić sobie integralność i jedność terytorialną, a także zabezpieczyć Izrael pod względem demograficznym, aby pozostawał państwem żydowskim. Ostatnią determinantą była sprawa uchodźców. Allon uważał, że rozwiązanie tego problemu jest tak samo priorytetem arabskim, jak i izraelskim. Uważał, że priorytetem jest wyznaczenie granic wygodnych do obrony i zgodnych z prawami historycznymi narodu żydowskiego . W swoich wystąpieniach skupiał się przede wszystkim na Zachodnim Brzegu. Zaznaczył, że Izrael powinien jak najszybciej, nawet kosztem potępienia ze strony Stanów Zjednoczonych i społeczności międzynarodowej, ustanowić jednostronnie swoją wschodnią granicę na Jordanie i Morzu Martwym . Zabezpieczyłoby to nie tylko państwo, ale także zjednoczoną Jerozolimę.

### Założenia
Plan, który zaproponował rządowi w 1967 roku, był postrzegany ówcześnie jako kompromis pomiędzy maksymalistycznym podejściem z bezpiecznymi granicami, a umiarkowanym podejściem z uwzględnieniem kwestii palestyńskiej i relacji z Jordanią.
W swoim planie Allon zawarł następujące postulaty :
- Jordan zachodnią granicą Izraela,
- Wschodnia Jerozolima ma zostać zasiedlona przez Żydów i włączona do reszty miasta,
- kwestia uchodźców musi zostać rozwiązana z udziałem podmiotów międzynarodowych,
- stworzenie dwóch pasów bezpieczeństwa na zachód od Jordanu o szerokości 10–15 km w głąb Zachodniego Brzegu, jeden od Bejt Sze’an po oś drogi Jerozolima-Jerycho, drugi od Morza Martwego do Ejn Gedi (ok. 40% Zachodniego Brzegu). Obszary te miałby natychmiast podlegać zasiedleniu dzięki budowie osiedli, które stanowiłby jednocześnie punkty obserwacyjne i obronne,
- w rejonie Jerycha utworzono by pas łączący Jordanię z pozostałymi, niezasiedlonymi przez Izrael obszarami Zachodniego Brzegu. Tereny te stałyby się częścią Jordanii, a Palestyńczycy tam mieszkający otrzymaliby jordańskie obywatelstwo,
- Strefa Gazy powinna zostać włączona do Izraela, bez zamieszkujących ją arabskich mieszkańców. Ich status oraz przynależność państwowa powinna zostać uregulowaną przez UNRWĘ i państwa arabskie,
- rozciągnięcie na Synaj i Wzgórza Golan izraelskiej suwerenności.

Allon zaznaczył jednocześnie, że tak długo jak państwa arabskie nie podpiszą z Izraelem traktatów pokojowych, tak długo Izrael będzie uważał linie zawieszenia ognia za obowiązujące granice. Dodatkowo, pas osiedli w Dolinie Jordanu powinien zostać wyznaczony w taki sposób, aby tworzyć naturalną przeszkodę do poruszania się kolumn zmechanizowanych i pancernych wroga.

## Odbiór planu i następstwa
Plan Allona nigdy nie stał się oficjalnym planem rozwoju osiedli na Zachodnim Brzegu. Żaden izraelski rząd nie odbył oficjalnej dyskusji nad nim i nie poddał go pod głosowanie. Pomimo tego plan ten wytyczył pewnie kierunki i priorytety związane z osadnictwem: kontrola Judei i Samarii poprzez osadnictwo rolniczo-wojskowe, czy też wykorzystanie warunków terenowych w rozwoju osiedli. Pierwsze osiedla powiązane z planem zaczęły powstawać w 1968 roku wzdłuż drogi Bejt Sze’an-Jerycho oraz wzdłuż zboczy Wzgórz Samarii. Skupiono się wówczas na zasiedleniu pustych obszarów, zabezpieczeniu szlaków komunikacyjnych i dostępu do Jordanu. W latach 1971–1974 skoncentrowano się na budowie pasa osiedli, które osłaniałyby istniejące w Dolinie Jordanu miejscowości żydowskie od zachodu. Następnie w latach 1975–1976 zagęszczano istniejące osiedla, a w latach 1977–1981 utworzono siedem osiedli na północ od Morza Martwego. Budową osiedli zajmował się Wydział Osadnictwa Światowej Organizacji Syjonistycznej, a za rekrutację chętnych do zamieszkania w nowych kibucach i moszawach odpowiadały ruchy osadnicze powiązane z ówcześnie rządzącymi – Ha-Kibuc ha-Me’uchad i Ruch Moszawów. Dwa osiedla powstały również z inicjatywy Bejtaru. Ruchy takie jak Ha-Kibuc Ha-Arci czy Amana nie chciały partycypować w tym przedsięwzięciu. Pierwszy ze względu na to, że nie popierał ekspansjonizmu, a Amana preferowała osadnictwo pośród skupisk ludności palestyńskiej.
Założenie Planu Allona zostały skrytykowane przez narodowo-religijny Mafdal i prawicowy Gachal, które stały na stanowisku, że Izrael nie powinien w ogóle zrzekać się zdobytego Zachodniego Brzegu. W 1969 roku Menachem Begin zaproponował przeciwny plan. Chciał, aby Izrael tworzył osiedla w Judei i Samarii na obszarach zamieszkiwanych już przez ludność arabską, ponieważ wg niego Zachodni Brzeg był częścią Państwa Izrael i rząd nie może zrzec się suwerenności nad nim. Planowi Allona sprzeciwiła się Golda Meir oraz większość ministrów w izraelskim rządzie (m.in. Jisra’el Galili, Szlomo Hilel czy Mosze Dajan), a także z krytyką w jego własnej partii. Część członków Achdut ha-Awoda oskarżyła go o sprzymierzenie się z Dawidem Ben Gurionem, który był zdeklarowanym przeciwnikiem Achdut ha-Awoda. Uważano, że Allon boi się przyłączyć do Izraela obszary zamieszkane przez ludność arabską. Krytycznie wobec planu wypowiedział się również Ruch na rzecz Wielkiego Izraela za chęć utworzenia arabskich enklaw na Zachodnim Brzegu.
Alternatywę dla Palnu Allona przedstawił również Mosze Dajan. Uważał on, że należy ustanowić i wzmocnić izraelską kontrolę nad grzbietami górskimi na Zachodnim Brzegu. Miałoby się to odbyć poprzez rozbudowę osiedli i baz wojskowych, które połączone byłyby z resztą kraju gęstą siecią dróg. Dajan przekonywał, że osiedla powinny być połączone z resztą kraju również gospodarczo. Założenia tego planu zaimplementowano tylko w Gusz Ecjon.
W 1968 roku założenia planu zostały zaprezentowane królowi Jordanii Husajnowi I podczas rozmów dotyczących unormowania relacji izraelsko-jordańskich. Król jednak odrzucił propozycję, która według niego naruszała suwerenne prawo Jordanii do tego obszaru.